# Lacs Obatogamau
Lacs Obatogamau är sjöar i Kanada.   De ligger i provinsen Québec, i den östra delen av landet, 500 km norr om huvudstaden Ottawa. Lacs Obatogamau ligger 366 meter över havet.
Trakten runt Lacs Obatogamau är nära nog obefolkad, med mindre än två invånare per kvadratkilometer.